# Nikołajewka (rejon tabuński)
Nikołajewka (ros. Николаевка) – wieś w Rosji, w Kraju Ałtajskim, w rejonie tabuńskim. W 2010 liczyła 199 mieszkańców.